# Georges Glaeser
Georges Glaeser (1918-2002) foi um matemático francês, que foi diretor do IREM de Strasbourg. Ele trabalhou na análise e educação matemática e introduziu o teorema de Glaeser Glasser também propôs a epistomologia dos números relativos 